# کایل ناکازاوا
کایل ناکازاوا (انگلیسی: Kyle Nakazawa؛ زادهٔ ۱۶ مارس ۱۹۸۸) یک بازیکن فوتبال اهل ایالات متحده آمریکا است.